# Abraçar e Agradecer
"Abraçar e Agradecer" é a turnê comemorativa dos 50 Anos de carreira da cantora brasileira Maria Bethânia. O espetáculo foi dirigido por Bia Lessa e contou com a produção de Guto Graça Mello e da própria Bethânia. O repertório conta as principais canções interpretados pela cantora durante toda sua carreira, escolhido pela própria, além de canções do último álbum de inéditas da cantora, Meus Quintais (2014).

## Set list
Abaixo a lista padrão de canções interpretadas por Maria Bethânia a turnê:
1. "Eterno em Mim"
2. Declamação de texto de Maria Bethânia
3. "Dona do Dom"
4. "Gita"
5. "A Tua Presença Morena"
6. "Nossos Momentos"
7. Declamação de texto de Clarice Lispector
8. "Começaria Tudo Outra Vez"
9. "Voz de Mágoa"
10. "Gostoso Demais"
11. "Bela Mocidade
12. "Alegria"
13. "Você Não Sabe"
14. "Sonho Impossível (The Impossible Dream [The Quest])"
15. "Tatuagem"
16. "Meu Amor É Marinheiro"
17. "Todos os Lugares"
18. Declamação de "Depois de Uma Tarde...", de Lispector
19. "Rosa dos Ventos"
20. "Até o Fim"
21. "O Quereres"
22. "Qui Nem Jiló"
23. "Pisa na Fulô" (Instrumental)
24. "Viramundo"
25. "Tudo de Novo"
26. "Doce"
27. "Oração de Mãe Menininha"
28. "Eu e Água"
29. "Agradecer e Abraçar (Abracei o Mar)"
30. "Vento de Lá"
31. "Imbelezô Eu"
32. "Folia de Reis"
33. "Mãe Maria"
34. Declamação de "Câmara de Ecos", de Waly Salomão
35. "Eu, a Viola e Deus"
36. "Criação"
37. "Casa de Caboclo"
38. Declamação de "Candeeiro", de Carmen L. Oliveira
39. "Alguma Voz"
40. "Maracanandé" (canto tupi por Márcia Siqueira)
41. "Xavante"
42. "Povos do Brasil"
43. "Motriz"
44. Declamação de "Prece", de Lispector
45. "Viver na Fazenda"
46. "Eu Te Desejo Amor (Que reste-t-il de nos amours?)"
47. Declamação de "Sou eu Mesmo o Trocado", de Fernando Pessoa
48. "Non, je ne regrette rien"
49. "Silêncio"
50. "Carcará"

- Na turnê de estréia, a cantora interpretou "Dindi", do álbum Meus Quintais (2014), no lugar de "Sonho Impossível (The Impossible Dream [The Quest])"[6]
- "Brincar de Viver" e "O Que É, O Que É" são interpretadas como bis

## Datas
| Data                   | Cidade         | País     | Local                                  |
| ---------------------- | -------------- | -------- | -------------------------------------- |
| América do Sul         |                |          |                                        |
| 15 de janeiro de 2015  | Rio de Janeiro | Brasil   | Vivo Rio                               |
| 17 de janeiro de 2015  | Rio de Janeiro | Brasil   | Vivo Rio                               |
| 18 de janeiro de 2015  | Rio de Janeiro | Brasil   | Vivo Rio                               |
| 6 de março de 2015     | Brasília       | Brasil   | Centro de Convenções Ulysses Guimarães |
| 14 de março de 2015    | São Paulo      | Brasil   | HSBC Brasil                            |
| 15 de março de 2015    | São Paulo      | Brasil   | HSBC Brasil                            |
| 21 de março de 2015    | São Paulo      | Brasil   | HSBC Brasil                            |
| 22 de março de 2015    | São Paulo      | Brasil   | HSBC Brasil                            |
| 16 de abril de 2015    | Porto Alegre   | Brasil   | Teatro do Sesi                         |
| 17 de abril de 2015    | Porto Alegre   | Brasil   | Teatro do Sesi                         |
| 24 de abril de 2015    | Curitiba       | Brasil   | Teatro Positivo                        |
| 25 de abril de 2015    | Curitiba       | Brasil   | Teatro Positivo                        |
| 8 de maio de 2015      | Belo Horizonte | Brasil   | Palácio das Artes                      |
| 9 de maio de 2015      | Belo Horizonte | Brasil   | Palácio das Artes                      |
| Europa                 |                |          |                                        |
| 24 de maio de 2015     | Porto          | Portugal | Coliseu do Porto                       |
| 27 de maio de 2015     | Lisboa         | Portugal | Coliseu dos Recreios                   |
| 28 de maio de 2015     | Lisboa         | Portugal | Coliseu dos Recreios                   |
| América do Sul         |                |          |                                        |
| 27 de junho de 2015    | Olinda         | Brasil   | Teatro Guararapes                      |
| 8 de agosto de 2015    | São Paulo      | Brasil   | HSBC Brasil                            |
| 9 de agosto de 2015    | São Paulo      | Brasil   | HSBC Brasil                            |
| 28 de agosto de 2015   | Salvador       | Brasil   | Teatro Castro Alves                    |
| 29 de agosto de 2015   | Salvador       | Brasil   | Teatro Castro Alves                    |
| 11 de setembro de 2015 | Rio de Janeiro | Brasil   | Vivo Rio                               |
| 12 de setembro de 2015 | Rio de Janeiro | Brasil   | Vivo Rio                               |
| 30 de setembro de 2015 | Olinda         | Brasil   | Teatro Guararapes                      |
| 1 de outubro de 2015   | Olinda         | Brasil   | Teatro Guararapes                      |
| 21 de outubro de 2015  | Aracaju        | Brasil   | Teatro Tobias Barreto                  |
| 24 de outubro de 2015  | João Pessoa    | Brasil   | Teatro Pedra do Reino                  |
| 20 de dezembro de 2015 | Rio de Janeiro | Brasil   | Vivo Rio                               |

## Gravações

### Álbum ao vivo
Nos dias 8 e 9 de agosto de 2015 no HSBC Brasil em São Paulo, Maria Bethânia realizou o registro da tour com a gravação do CD/DVD "Abraçar e Agradecer" em comemoração aos seus 50 Anos de carreira.
Lançado em 2 de dezembro de 2016 o álbum é composto por um CD duplo com 39 faixas (CD1, 16 faixas e CD2, 23 faixas), um DVD duplo com 41 faixas gravadas ao vivo e clipes exclusivos com homenagens do Prêmio da Música Brasileira, além de uma versão Deluxe do CD, exclusiva para as plataformas digitais, contendo 41 faixas.